# پاتررو (کالیفرنیا)
پاتررو (به انگلیسی: Potrero) یک منطقهٔ مسکونی در ایالات متحده آمریکا است که در شهرستان سن دیگو، کالیفرنیا واقع شده‌است. پاتررو ۸٫۱۵۶ کیلومتر مربع مساحت و ۶۵۶ نفر جمعیت دارد و ۷۱۲٫۰۲ متر بالاتر از سطح دریا واقع شده‌است.